# 다카모리 야스오
다카모리 야스오(일본어: 高森 泰男, 1934년 3월 3일 ~ 2016년)는 일본의 전 축구 선수이다.

## 국가대표팀 경력
그는 1955년 1월2일 버마과의 경기에서 일본 국가대표팀에 데뷔했다. 1956년 하계 올림픽, 1958년과 1962년 아시안 게임에도 출전했다. 그는 1963년까지 국제 A매치 통산 30경기에 출전했다.

## 통계
| 일본 | 일본 | 일본 |
| 연도 | 출전 | 득점 |
| ---- | ---- | ---- |
| 1955 | 5    | 0    |
| 1956 | 3    | 0    |
| 1957 | 0    | 0    |
| 1958 | 4    | 0    |
| 1959 | 10   | 0    |
| 1960 | 1    | 0    |
| 1961 | 2    | 0    |
| 1962 | 3    | 0    |
| 1963 | 2    | 0    |
| 통산 | 30   | 0    |